# Pablo Larios
Pablo Larios Iwasaki (ur. 31 lipca 1960 w Zacatepec de Hidalgo, zm. 31 stycznia 2019) – meksykański piłkarz pochodzenia hiszpańsko-japońskiego występujący na pozycji bramkarza.

## Kariera klubowa
Larios zawodową karierę rozpoczynał w 1980 roku w klubie CD Zacatepec z Primera División. W 1983 roku spadł z nim do Primera División A. W 1984 roku awansował z nim do Primera División. W tym samym roku odszedł do Cruz Azul. W 1988 roku dotarł z klubem do finału Pucharu Meksyku, jednak Cruz Azul uległ tam dwumeczu drużynie CF Puebla. W 1989 roku Larios wywalczył z zespołem wicemistrzostwo Meksyku.
W 1989 roku został graczem również graczem CF Puebla. W 1990 roku zdobył z nim mistrzostwo Meksyku oraz Puchar Meksyku. W 1991 roku wygrał z klubem rozgrywki Pucharu Mistrzów CONCACAF. W 1993 roku został z nim wicemistrzem Meksyku. W ciągu pięciu sezonów w barwach Puebli rozegrał 198 spotkań.
W 1994 roku Larios trafił do ekipy Toros Neza. W 1997 roku zdobył z nią mistrzostwo fazy Verano. W tym samym roku rozpoczął grę dla CD Zacatepec. Potem powrócił do Toros Neza, gdzie w 1999 roku zakończył karierę.

## Kariera reprezentacyjna
W reprezentacji Meksyku Larios zadebiutował 15 marca 1983 roku w wygranym 1:0 towarzyskim meczu z Kostaryką. W 1986 roku został powołany do kadry na Mistrzostwa Świata. Zagrał na nich w pojedynkach z Belgią (2:1), Paragwajem (1:1), Irakiem (1:0), Bułgarią (2:0) oraz RFN (0:0, 1:4 po rzutach karnych). Z tamtego turnieju Meksyk odpadł w ćwierćfinale. W 1991 roku Larios wystąpił w Złotym Pucharze CONCACAF, który Meksyk zakończył na 3. miejscu. W latach 1983–1991 w drużynie narodowej rozegrał w sumie 45 spotkań.